# Titus Brandsma

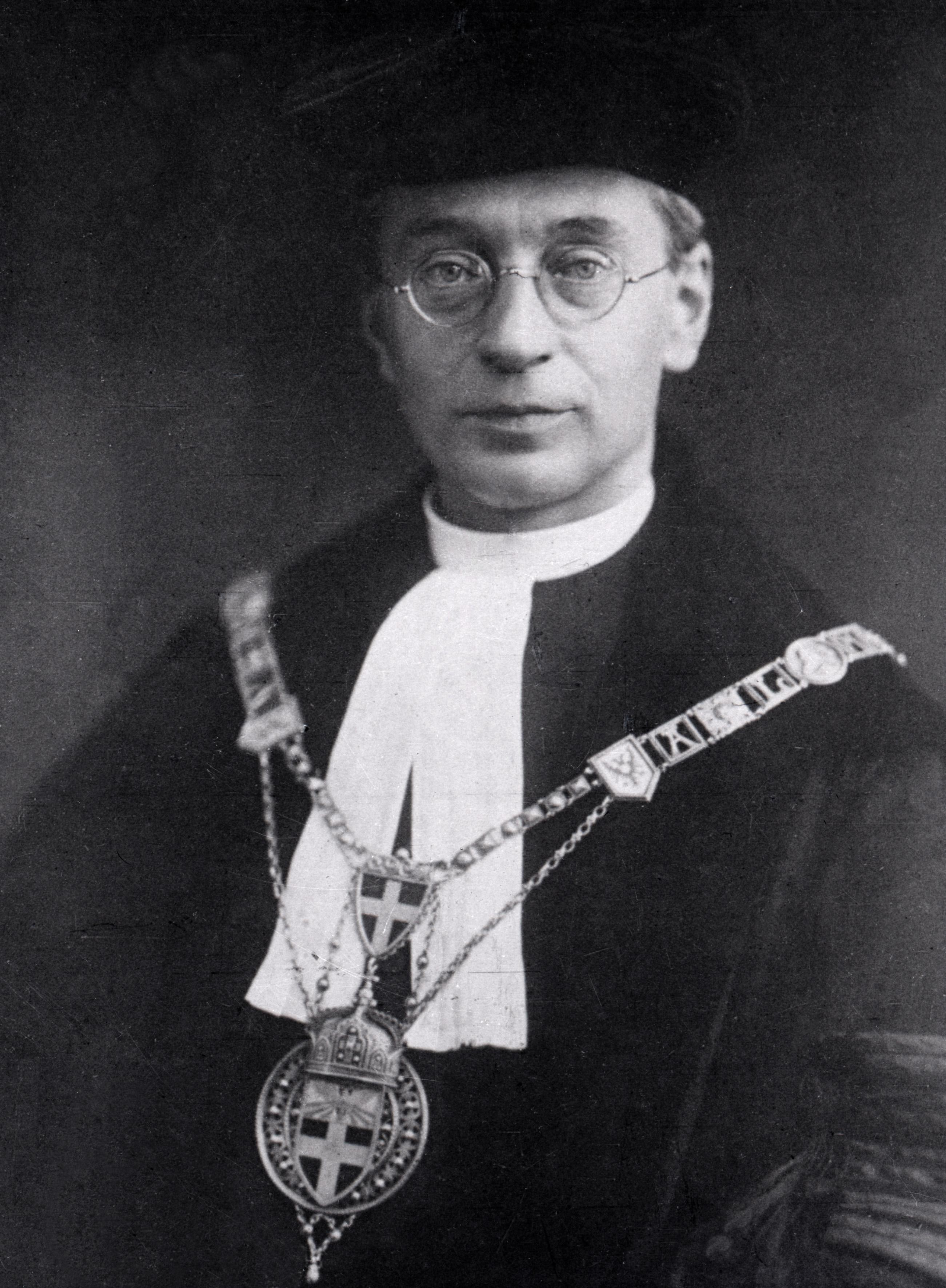
Brandsma als rector van de Katholieke Universiteit Nijmegen (1932)

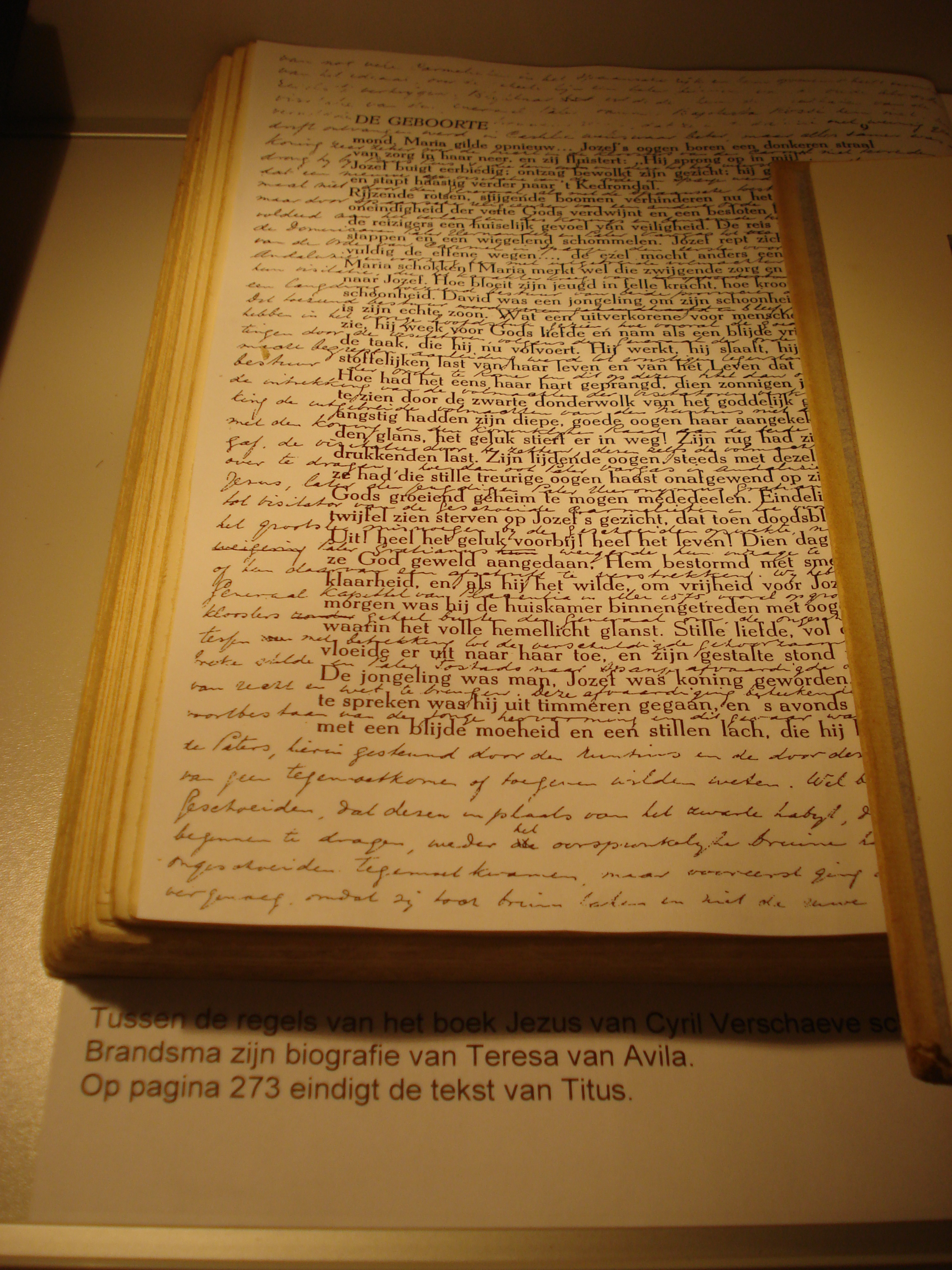
Titus Brandsma, manuscript van zijn biografie van Theresia van Avila, geschreven in de gevangenis

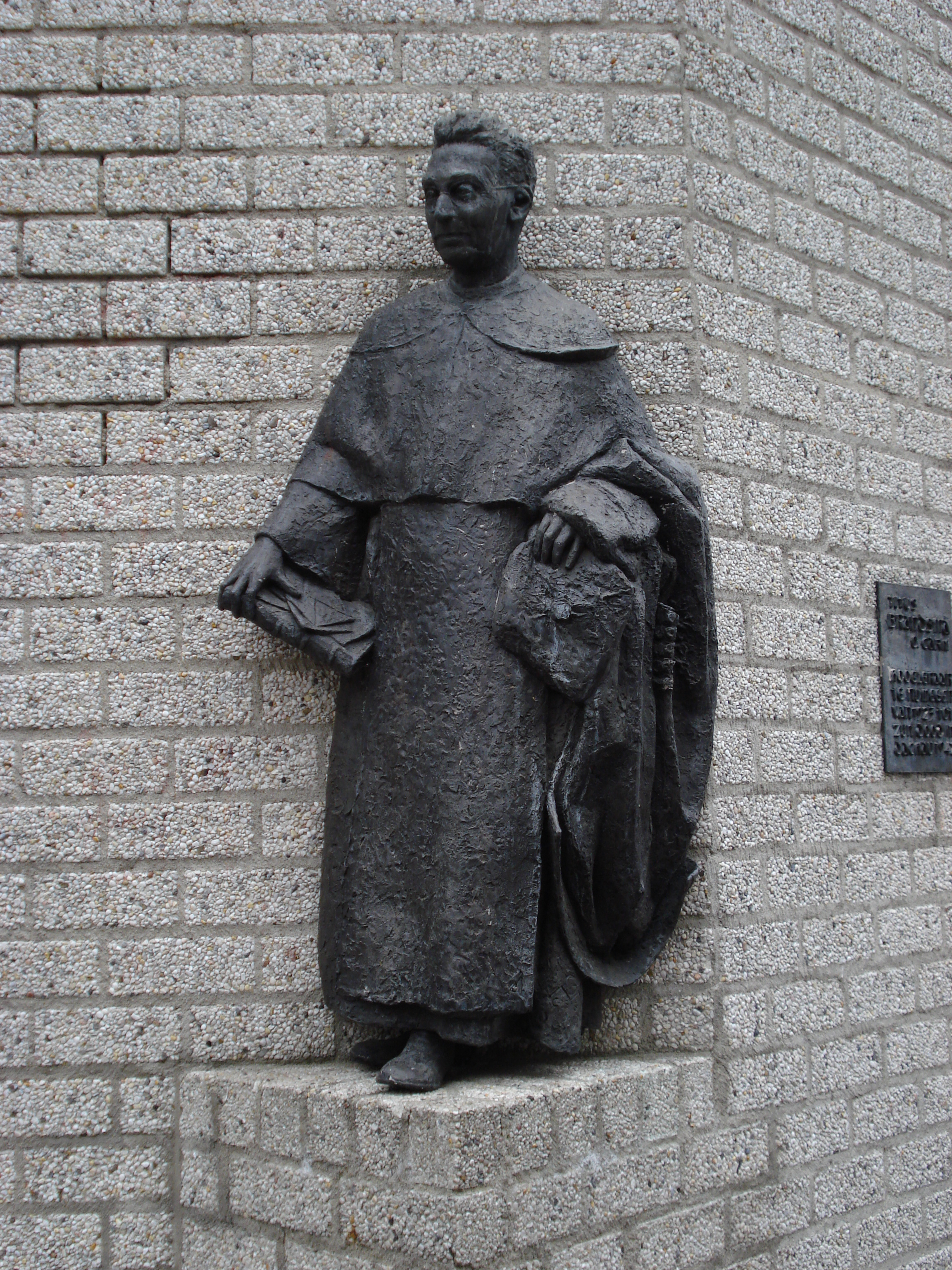
Nijmegen, beeld van Titus Brandsma door Gerard Mathot (1985), op het universiteitsterrein Heyendaal.

Anno Sjoerd (Titus) Brandsma (Oegeklooster, 23 februari 1881 – Dachau, 26 juli 1942) was een Nederlandse karmeliet, rector magnificus van de Katholieke Universiteit Nijmegen en publicist. Brandsma was specialist in middeleeuwse mystiek en zelf mysticus. Als priester nam hij initiatieven op het gebied van de katholieke emancipatie, het katholieke onderwijs en de journalistiek. Als lid van het hoofdbestuur van de orde speelde Titus een niet onbelangrijke rol bij de vernieuwingsbeweging onder de karmelieten in Nederland. Tijdens de bezetting ageerde hij openlijk tegen het nazisme.
In 1942 werd Brandsma gearresteerd door de Duitsers. Hij had zich onder meer in lezingen uitgesproken tegen rassenhaat en stelde in opdracht van Johannes de Jong, aartsbisschop van Utrecht, richtlijnen op die katholieke tijdschriften voorschreven geen advertenties van de Nationaal-Socialistische Beweging te plaatsen. Hij werd gevangengezet in Scheveningen en Kamp Amersfoort en ten slotte naar concentratiekamp Dachau gedeporteerd. Na zware mishandelingen werd hij daar vermoord. Paus Johannes Paulus II verklaarde Brandsma in 1985 zalig. Op 15 mei 2022 volgde heiligverklaring als martelaar voor het geloof door paus Franciscus.

## Levensloop

### Jeugd en opleiding
Brandsma was een telg uit een oud, rooms-katholiek en Fries boerengeslacht uit Ugoklooster nabij Bolsward. Hij kreeg zijn middelbare schoolopleiding van 1892 tot 1898 aan het gymnasium van het Minderbroederklooster St. Antonius van Padua te Megen. 
Op 17 september 1898 trad hij als noviet in bij de karmelieten te Boxmeer. Op 3 oktober 1899 legde hij zijn kloostergeloften af, waarbij hij als kloosternaam de voornaam van zijn vader Titus aannam. 
Na afronding van zijn opleiding filosofie vertrok Brandsma in de zomer van 1902 naar Zenderen, om daar met zijn studie theologie te beginnen. De in 1855 vanuit Boxmeer in het dorp neergestreken karmelieten hadden er naast een tweede klooster voor de orde ook een gymnasium. Brandsma woonde een jaar in de Karmel Zenderen en legde daar ook zijn grote geloften af. Toen de opleiding verhuisde naar Oss, verhuisde hij mee.
Brandsma werd op 17 juni 1905 priester gewijd. Tussen 1906 en 1909 studeerde hij aan de Pontificia Università Gregoriana in Rome waar hij promoveerde tot doctor in de wijsbegeerte (filosofie).

### Docentschap en journalistiek
Brandsma doceerde vervolgens  filosofie, sociologie en kerkgeschiedenis aan het studiehuis (Filosoficum) van de karmelieten in Oss. Hij werd ook hoofdredacteur van het nieuwsblad voor Oss en omgeving 'De Stad Oss' en stichtte er een katholieke HBS, het huidige Titus Brandsmalyceum, en een leeszaal.
In zijn hoedanigheid van geestelijk adviseur van de Nederlandsche Rooms-Katholieke Journalistenvereeniging had hij een groot aandeel in de modernisering van de katholieke dagbladpers in Nederland en in betere arbeidsvoorzieningen voor katholieke journalisten. Zijn voorstellen tot het oprichten van een journalistenopleiding kregen pas na zijn dood gestalte.

### Karmelitaanse mystiek
Brandsma was een mysticus, al hield hij zijn spiritueel leven streng gescheiden van zijn maatschappelijk bestaan. Hij ontwikkelde zich tot kenner van de Karmelitaanse mystiek en de Moderne Devotie. In 1937 schreef hij in De Tijd dat het geval 'Welberg' naar zijn idee niet het gevolg van bedrog kon zijn, maar wel degelijk iets bovennatuurlijks, hetgeen de cultus rondom de Brabantse mystica Janske Gorissen danig versterkte. In zijn gevangenschap vertaalde Brandsma nog een deel van de 'Werken der Heilige Theresia' in het Nederlands. Deze 16e-eeuwse mystica was voor veel devote katholieken een voorbeeldfiguur.
Brandsma was medeoprichter van het spirituele tijdschrift Ons Geestelijk Erf. Zijn verzameling kopieën van middeleeuwse mystieke handschriften heeft aan de basis gestaan van het huidige Titus Brandsma Instituut te Nijmegen. Kern van zijn opvatting omtrent mystiek: God is verborgen aanwezig, in iedere mens én in de gehele schepping. Ieder moment schept God alles dat is uit het niets tevoorschijn. Alles is in God en God is in alles. Daarom staat de mysticus niet los van het alledaagse leven, maar staat hij of zij er juist voluit in.

### Hoogleraarschap
In 1923 werd Brandsma hoogleraar aan de in dat jaar gestichte Katholieke Universiteit Nijmegen, de huidige Radboud Universiteit. Hij doceerde er wijsbegeerte en 'geschiedenis van de vroomheid', lees: mystiek. Vanuit zijn uitvalsbasis, het klooster aan de Doddendaal in Nijmegen, gaf hij de aanzet tot het uitgeven van de Katholieke Encyclopedie en schreef hij voor kranten. Hij vervulde tal van academische functies en was tijdens het collegejaar 1932/33 rector magnificus. In deze hoedanigheid hield hij in 1932 zijn diesrede, over het godsbegrip in de moderne tijd, die sterk de aandacht trok. Het kenmerkte de complexiteit van zijn geloofsovertuiging waarin zowel progressieve denkbeelden als orthodoxie een plaats hadden.

### Nevenactiviteiten
Naast zijn universitaire activiteiten was Brandsma betrokken bij tal van rooms-katholieke organisaties, onder meer als voorzitter van de Bond van Besturen voor het Rooms-katholieke Voorbereidend Hooger en Middelbaar Onderwijs, en als bestuurslid van de R.K. Vredesbond en van het Apostolaat der Hereniging. Ook was hij initiatiefnemer en censor ad hoc deputatus van de in de jaren 1930 uitgebrachte Katholieke Encyclopaedie. Door zijn toedoen ontstond de eerste geslachtelijk gemengde katholieke lagere school.
Brandsma speelde een belangrijke rol bij de emancipatie van de katholieken in Friesland en bij de introductie van het Fries in het lesprogramma van het lagere onderwijs in de provincie. Als bestuurslid van de Vereniging voor Hoger Onderwijs in het Fries (de latere Provinciale Onderwijsraad van Friesland) ijverde hij voor een leerstoel in het Fries. Hij was lid van de natuurbeschermingsorganisatie it Fryske Gea en medeoprichter van het Rooms Frysk Boun en van de Fryske Akademy. Als Esperanto-spreker was Brandsma lid van IKUE, de Internationale Unie van Katholieke Esperantisten.
Brandsma bevorderde in de tijd van katholieke emancipatie ook de Heilig Hartverering. Op veel plaatsen in vooral het zuiden van Nederland werden, vaak op zijn initiatief, Heilig Hartbeelden opgericht, onder meer van de hand van zijn vriend de beeldhouwer August Falise.

### Verzet
Al in een vroeg stadium waarschuwde Brandsma via publicaties in dag- en weekbladen en tijdens lezingen en colleges voor de gevaren van het nazisme, rassenhaat en ophitsing. Hij veroordeelde de anti-Joodse maatregelen van het naziregime zowel voor als gedurende de Duitse bezetting van Nederland. Zo was hij medio 1936 enige tijd lid van het door Nederlandse geleerden en kunstenaars opgerichte Comité van Waakzaamheid van anti-nationaal-socialistische Intellectuelen. In 1941 verzette hij zich tegen het verwijderen van Joodse leerlingen, inclusief bekeerlingen, van katholieke middelbare scholen en was hij de architect van het verbod dat de Utrechtse aartsbisschop Jan de Jong uitvaardigde tegen het opnemen van NSB-advertenties in de rooms-katholieke dagbladen.
Op 30 december 1941 maakte hij met de aartsbisschop een rondgang langs de katholieke dagbladdirecteuren om het verbod toe te lichten. Deze gesprekken werden in een rapport van de Duitse Sicherheitsdienst betiteld als Wühlarbeit: ondergrondse activiteit. Brandsma kenschetste men daarin verder als een gevaarlijk persoon die het nazisme bestreed.

### Arrestatie en overlijden
Begin januari 1942 arresteerden de Duitse bezettingsautoriteiten de priester met van meet af aan de bedoeling hem voor lange tijd gevangen te houden. Via een tocht langs de gevangenis van Scheveningen, kamp Amersfoort en de strafgevangenis van Kleef kwam hij ten slotte in het concentratiekamp Dachau terecht. In Amersfoort leerde hij de jonge gereformeerde predikant ds. Johannes Kapteyn kennen, met wie hij een innige vriendschap opbouwde. Op 13 juni werd Brandsma in Kleef met zijn linkerpols aan de rechterpols van Kapteyn geketend voor het transport richting Dachau waar ze op 19 juni arriveerden. Brandsma kreeg nummer 30492 en Kapteyn nummer 30493. Ze werden geplaatst in Block 28, kamer 3, de barak van de Poolse geestelijken.
Ook hier was, aldus latere getuigenissen van voormalige kampgenoten, deze 'alledaagse' mysticus een grote morele, spirituele en daadwerkelijke steun voor zijn medegevangenen. Na enkele weken vol ontberingen en mishandelingen werd hij - levenslang behept met een wankele gezondheid - uitgeput en doodziek in het Revier (kamphospitaal) opgenomen. Toen hij daar enkele dagen lag, raakte hij buiten bewustzijn. Op 26 juli 1942 om twee uur 's middags kwam een eind aan het leven van Titus Brandsma nadat een kamparts hem als nutteloos een dodelijke injectie met fenol liet toedienen.

### Lotgenoot
Een overeenkomstig lot als dat van Brandsma trof de zalig verklaarde Duitse priester Karl Leisner. Er zijn waarschijnlijk contacten tussen beiden geweest.

## Nalatenschap en verering

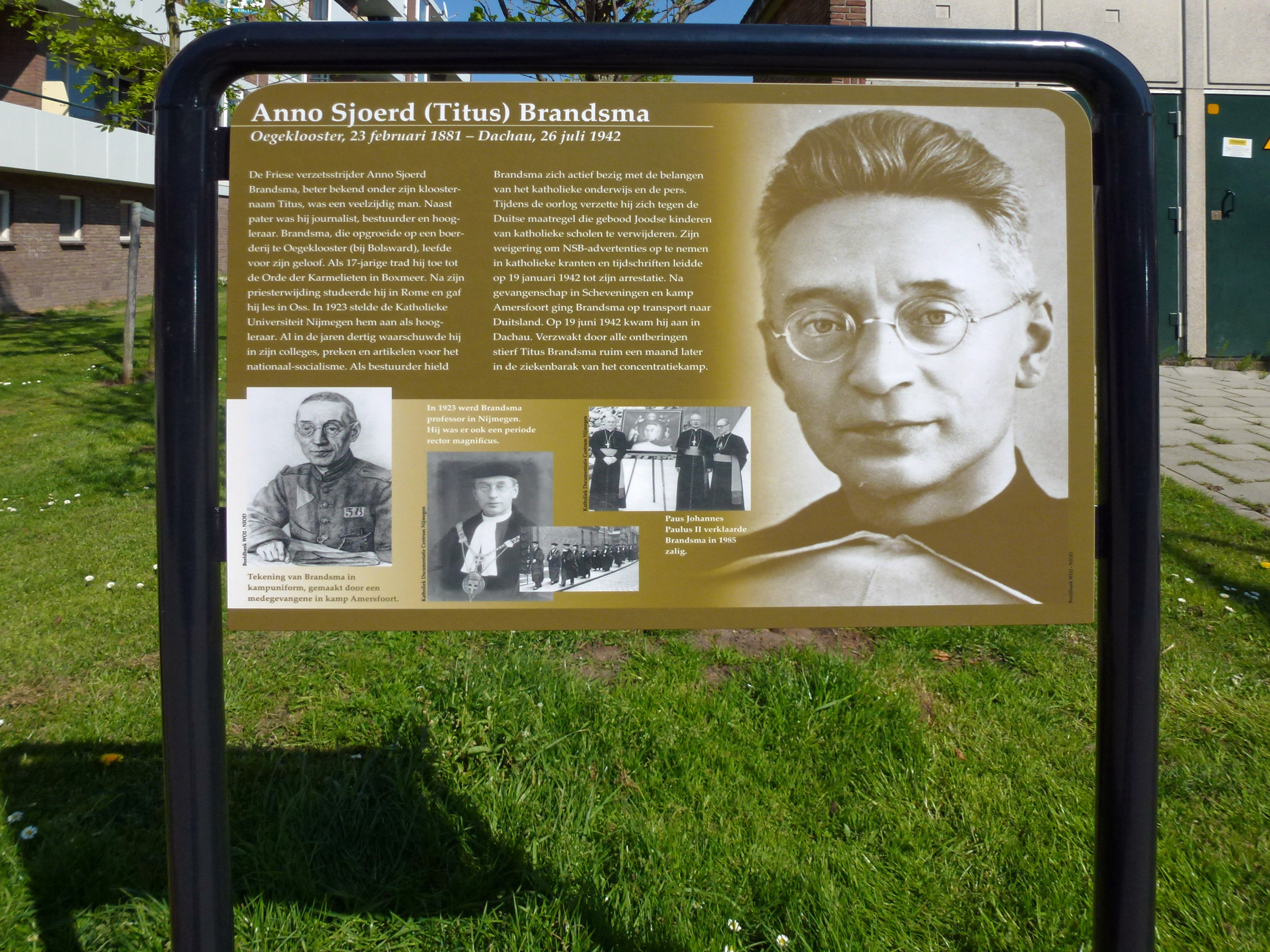
Informatiepaneel aan de Brandsmastraat te Gouda

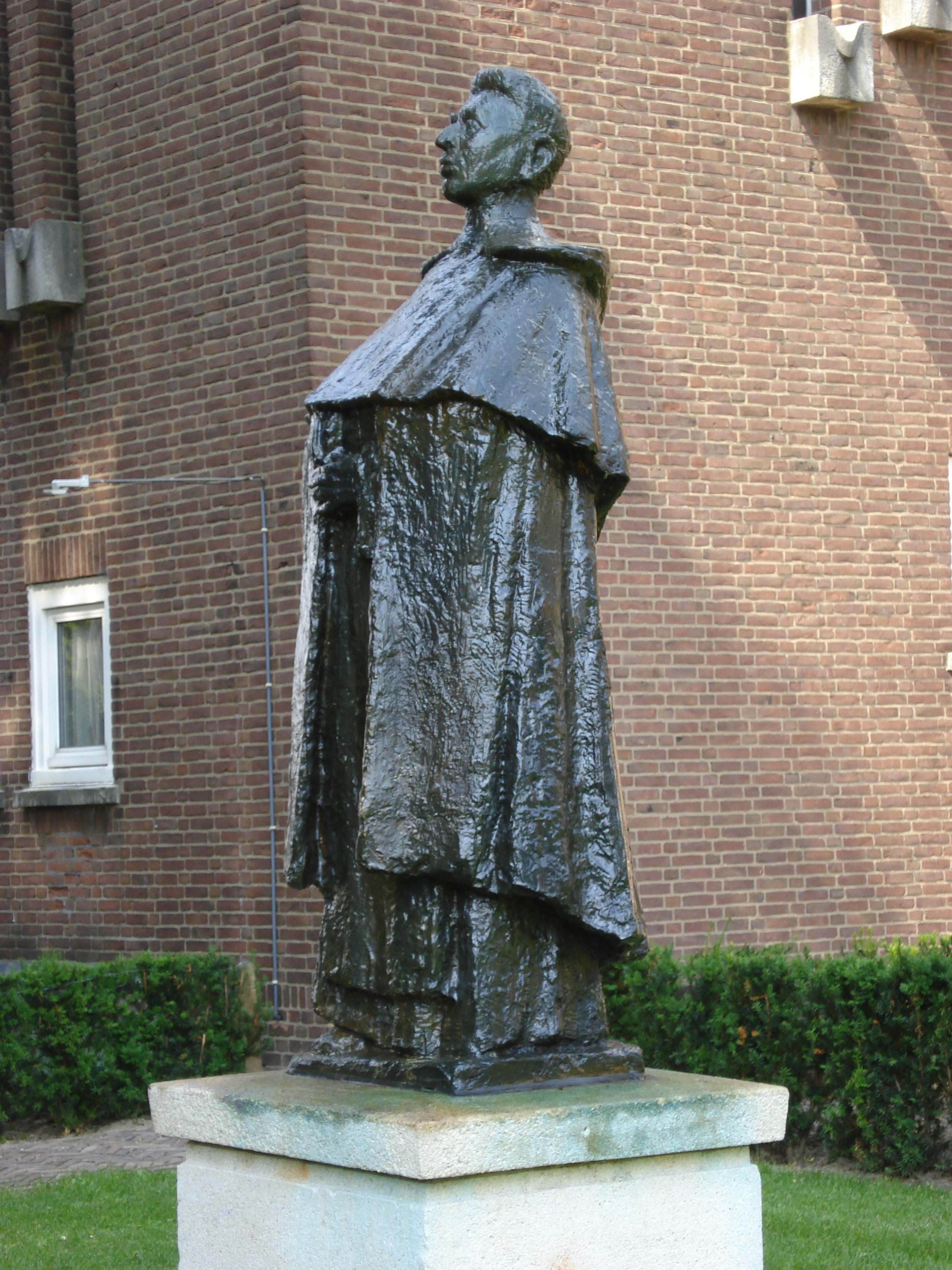
Oss, beeld van Titus Brandsma voor het lyceum dat zijn naam draagt

Na het bekend worden van Brandsma's dood ontstond er al snel een devotie rond zijn nagedachtenis die uiteindelijk uitmondde in zijn zaligverklaring door paus Johannes Paulus II in 1985. Zijn gedachtenis valt op 27 juli.
- In 1982 werd Brandsma postuum het Verzetsherdenkingskruis toegekend.[15]
- Eind 2005 werd Brandsma door de bevolking van Nijmegen uitgeroepen tot de Grootste Nijmegenaar aller tijden.[16]
- In november 2015 is Titus Brandsma postuum benoemd tot ereburger van de stad Oss.[17]

### Vernoemingen

#### Nederland
In vele Nederlandse plaatsen zijn er kerken, scholen, straten en scoutinggroepen naar Brandsma vernoemd.
In de loop van de jaren zijn in onder andere Bolsward, Brunssum, Dordrecht, Middenmeer, Delft, Helmond, Hengelo (Overijssel), Hoogeveen, Velp, Venlo en Voorburg schoolgebouwen naar de geestelijke genoemd. Bolsward kent ook het Titus Brandsma Museum. In Amstelveen en Deventer staat een Titus Brandsmakerk en Amsterdam heeft een Titus Brandsmabrug. Er zijn ruim 45 plaatsen in Nederland waar een straatnaam naar Titus Brandsma is genoemd. Verder zijn er parochies vernoemd naar de pater in Oss, Bolsward, Wageningen, en Den Haag,
Scoutinggroepen in Breda, Deventer, Maastricht, Medemblik, Oldenzaal, Oss en Someren-Eind zijn vernoemd naar Titus Brandsma.
In Nijmegen staat de Titus Brandsma Gedachteniskerk, waarin door kunstenaars ontworpen wandpanelen over het leven en de geestelijke weg van Brandsma te zien zijn, evenals daarmee corresponderende vitrines met voorwerpen en documenten uit zijn leven. De Radboud Universiteit Nijmegen herbergt te zijner nagedachtenis het Titus Brandsma Instituut (1968). Voorts heeft de gemeente Nijmegen de toegangsweg tot de stad over de Waalbrug naar het Traianusplein in 2022 omgedoopt tot St. Titussingel. 
Bolsward kent een Titus Brandsma Museum waar veel informatie over de Friese pater wordt gepresenteerd.
De openbaar-vervoerbedrijven Veolia en Arriva vernoemden een treinstel van het type Spurt naar de priester.

#### Buitenland
De verering van Brandsma beperkt zich niet tot Nederland. In kerken van karmelieten in Gdańsk en Krakau, en in de Sint-Petrus-en-Paulusbasiliek te Poznań in Polen hangen portretten van de heilige. Een standbeeld van de Friese priester staat in de kerk in de Whitefriar Street Carmelite Church in Dublin. In Frankrijk is een straat in Nantes omgedoopt tot Allée Titus Brandsma en er is een centre catholique Titus Brandsma in Lyon. Men heeft er een Prix Titus Brandsma ingesteld, die eens per drie jaar wordt toegekend aan een journalist, een publicatie of een instelling die geleden heeft van bedreigingen of vervolgingen vanwege zijn of haar engagement in de pers ten gunste van een belangrijk humaan of christelijk onderwerp. De Internationale Vereniging van katholieke esperantisten (IKUE) heeft van Titus Brandsma een van haar patronen gemaakt. In Dachau, de plaats waar hij stierf in het gelijknamige concentratiekamp, bestaat een Titus Brandsmaweg. In het Duitse Kranenburg, bij Nijmegen, werd een straat naar de pater genoemd. In het Duitse Wegberg draagt een (Deutsche Pfadfinderschaft Sankt Georg) DPSG-scoutinggroep zijn naam.

### Heiligverklaring
In 1985 besloot paus Johannes Paulus II Brandsma zalig te verklaren, de laatste stap op weg naar een heiligverklaring. Volgens de regels van de katholieke kerk is niet het verzetsverleden van Brandsma doorslaggevend, er is een aan hem toe te schrijven wonder na zijn overlijden nodig. Het proces tot heiligverklaring begon daarom met een verklaring over de genezing van karmeliet pater Michael Driscoll uit Florida die door vijf katholieke artsen als niet medisch verklaarbaar werd erkend. Dit was een eerste stap op weg naar de erkenning als wonder door Vaticaanse theologen, een kardinalen-commissie en uiteindelijk de paus. In mei 2021 erkende de theologencommissie van de Congregatie voor de Heilig- en Zaligsprekingsprocessen de onverklaarbare genezing van Driscoll als wonder op voorspraak van Brandsma. Tijdens het consistorie van 4 maart 2022 kondigde paus Franciscus de heiligverklaring aan van Titus Brandsma en negen andere zaligen. Deze heiligverklaring vond op 15 mei 2022 plaats. Een grote delegatie van de katholieke Radboud Universiteit was bij de heiligverklaring aanwezig.

Het is niet uniek dat een katholiek die in een naziconcentratiekamp omkwam heilig wordt verklaard. Eerder gebeurde dat met de Poolse priester Maximiliaan Kolbe in 1982 en de Duitse non Edith Stein in 1998. Beiden vonden de dood in Auschwitz. De laatste keer dat een Nederlander heilig werd verklaard, betrof dat pater Karel Houben in 2007. 

## Onderscheidingen
- Bij gelegenheid van zijn 40-jarig professiejubileum op 3 oktober 1939 benoemde koningin Wilhelmina Brandsma tot ridder in de Orde van de Nederlandse Leeuw.
- Verzetsherdenkingskruis (postuum).[32]

## Publicaties
Titus Brandsma: Zo verborgen is God niet. Mystiek en maatschappij bij Titus Brandsma. Boom, 2024. ISBN 9789024464791

### Familiearchief / brieven
- Henk Nota: Titus Brandsma onder ons. Uitgebreide beschrijving van het familiearchief Titus Brandsma. 4e herz. uitgave. Bolsward, Stichting Archief- en Documentatiecentrum voor r.k. Friesland, 2019. ISBN 9789491141218
- De laatste brieven van H. Titus Brandsma - Reis naar de stilte. 19 januari-26 juli 1942, Baarn, Uitgeverij Adveniat, 2023. ISBN 9789493279506